# Stadio pod Bijelim Brijegom
Lo stadio pod Bijelim Brijegom (in bosniaco Stadion pod Bijelim Brijegom), noto come stadio HŠK Zrinjski, è uno stadio calcistico situato a Mostar.
Costruito nel 1958, è lo stadio casalingo dello Zrinjski Mostar.

## Storia
Fu inaugurato il 7 settembre 1958 con la partita tra Velež Mostar e Željezničar, vinta dalla squadra casalinga per 2 a 1 dinanzi a 9.000 spettatori.
Dopo la guerra croato-musulmana Mostar fu divisa in due frazioni. Lo stadio, che è situato nella parte occidentale della città, ricadde nella parte di etnia croata e fu così "ereditato" dallo Zrinjski Mostar relegando i rivali cittadini a giocare le proprie partite nello stadio Rođeni.